# Варшавський процес (1339)

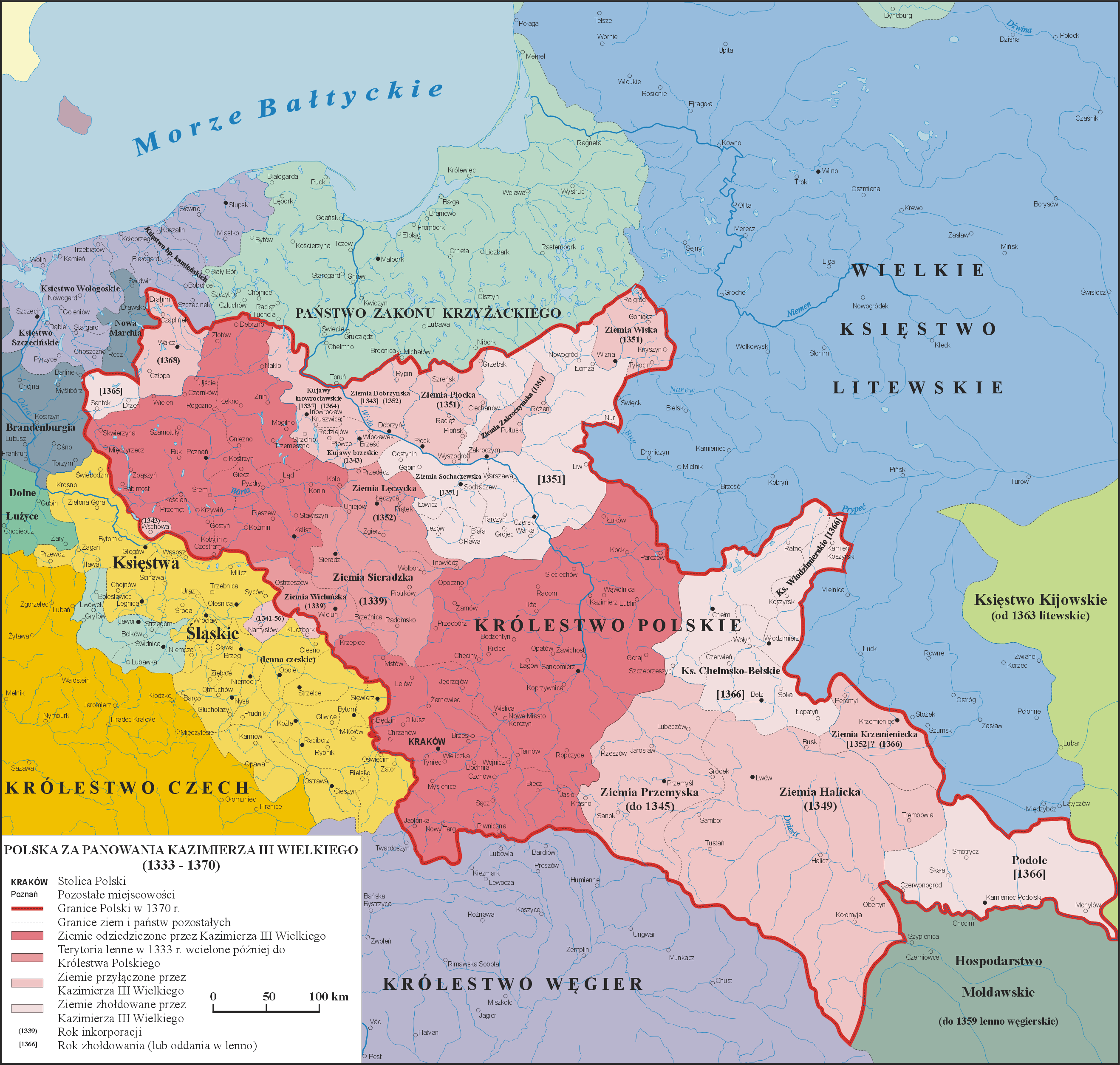
Мапа земель Королівства Польського в 1333-1370 рр.

Варша́вський проце́с (пол. Proces warszawski) — судовий процес 1339 року у Варшаві щодо територіальних суперечок між Польським королівством та Тевтонським орденом, проведений представниками Святого Престолу за понтифікату Бенедикта XII.

## Опис
Процес розпочався 4 лютого 1339 року за ініціативи польського короля Казимира III Великого. Процес став підсумком відмови Казимира визнати несприятливе для нього рішення Вишеградського процесу 1335 р., за яким Помезанія і Хелмінска земля визнавалися «вічним пожалуванням» Ордену.
Суддями на процесі виступили збирачі (колектори) апостольської камери Герхард де Карцерібус і Петро Ле Пуй. Представниками польського короля були прокурори Бертольд з Рацибуж, Ярослав Богор і Войцех з Бохні.
Польська сторона підготувала акт, що описує історію польсько-тевтонських відносин і вимагає повернення Польщі Східного Помор'я, Хелмінської і Михаловської земель, Куявії і Добжинської землі.
Було вислухано 126 свідків, після чого 15 вересня 1339 р. суд ухвалив рішення: Тевтонський орден повинен повернути зайняті польські землі в обмін на 194 500 гривень. Витрати на проведення процесу повинні були бути покриті хрестоносцями.
Тевтонський орден не визнав підсумок варшавського процесу, з самого початок процесу ставлячи під сумнів компетенцію суду. Хрестоносці подали апеляцію до папської курії в Авіньйоні. Бенедикт XII підтримав Орден.